# Municipio de Elk (condado de Cloud)
El municipio de Elk (en inglés: Elk Township) es un municipio ubicado en el condado de Cloud en el estado estadounidense de Kansas. En el año 2010 tenía una población de 817 habitantes y una densidad poblacional de 11,17 personas por km².

## Geografía
El municipio de Elk se encuentra ubicado en las coordenadas 39°37′1″N 97°25′6″O / 39.61694, -97.41833. Según la Oficina del Censo de los Estados Unidos, el municipio tiene una superficie total de 73.16 km², de la cual 72,39 km² corresponden a tierra firme y (1,04 %) 0,76 km² es agua.

## Demografía
Según el censo de 2010, había 817 personas residiendo en el municipio de Elk. La densidad de población era de 11,17 hab./km². De los 817 habitantes, el municipio de Elk estaba compuesto por el 97,92 % blancos, el 0,24 % eran afroamericanos, el 0,24 % eran asiáticos, el 0,37 % eran de otras razas y el 1,22 % eran de una mezcla de razas. Del total de la población el 0,61 % eran hispanos o latinos de cualquier raza.